# 백민석
백민석(白閔石, 1971년~)은 대한민국의 소설가이다. 1995년에 발표한 《내가 사랑한 캔디》로 등단했다.